# Calommata tibialis
Calommata tibialis es una especie de araña del género Calommata, familia Atypidae. Fue descrita científicamente por Fourie, Haddad & Jocqué en 2011.
Se distribuye por Costa de Marfil. La especie posee caparazón y quelíceros marrón anaranjado. Habita en sabanas boscosas.